# Bartolomeo De Toma
Bartolomeo De Toma (Milano, ...) è un imprenditore italiano che svolse un ruolo chiave nelle dinamiche economiche e politiche nazionali ed internazionali durante il governo Craxi come "collettore" del Psi nel settore dell'ambiente.
È stato definito da Angiolo Silvio Ori
"uno dei grandi faccendieri di Craxi", il quale aveva una fiducia estrema in lui.
De Toma fu coinvolto nelle indagini condotte dei giudici di Mani Pulite e venne arrestato nel 1993 con l'accusa di corruzione.

## Biografia

### L'imprenditore
Bartolomeo De Toma finiti gli studi d'ingegneria al Politecnico di Milano fondò la Redi Electric, azienda di produzione di interruttori elettrici e cavi telefonici. In seguito, sfruttando agganci politici, espanse il suo business al ramo del trasporto di energia fondando con una partecipazione (il 29% insieme a Gianfranco Troielli, uomo chiave degli affari di Bettino Craxi) la Lurgi Italia, filiale della Lurgi AG, società tedesca di Francoforte specializzata nella costruzione di oleodotti e nella desulfurizzazione delle acque. La Lurgi italiana costruì l'inceneritore di Massa. La Redi finì in bancarotta quando scoppiò la bufera di Tangentopoli, mentre la Lurgi AG fu acquistata in seguito della multinazionale francese Air Liquide.

### Il politico
Bartolomeo De Toma venne introdotto nell'entourage di Craxi dal cugino, Cornelio Brandini, segretario speciale del primo ministro e per una ventina d'anni suo uomo-ombra. Le sue idee nel campo dell'energia ispirarono il partito a tal punto che il giornale La Repubblica scrisse "De Toma è Craxi" riferendosi all'influenza di quest'uomo sulle decisioni dello stato. Lo stesso Craxi lo riconobbe come "collettore" di tangenti anche se si muoveva in modo piuttosto autonomo.Durante l'inchiesta di Mani Pulite i due si scambiarono accuse reciproche.
De Toma ottenne un prestigioso incarico diplomatico speciale per le relazioni con la Russia, grazie ai suoi rapporti privilegiati con Michail Gorbačëv, Segretario Generale del Partito Comunista dell’Unione Sovietica a partire dal 1985. Per quasi un decennio, in uno dei periodi più critici della Guerra Fredda, De Toma fu l’unico vero ponte tra la Russia e l’Occidente, mantenendo aperti canali di dialogo fondamentali in un contesto di profonde tensioni geopolitiche.
La sua straordinaria capacità di mediazione e la fiducia personale che era riuscito a instaurare con i vertici sovietici gli permisero di svolgere un ruolo decisivo nel gettare le basi per l’accordo storico sulla fornitura di gas tra la Russia e gli Stati europei. Questo accordo rappresentò una svolta epocale nella cooperazione energetica internazionale, ponendo le fondamenta per una partnership strategica destinata a garantire approvvigionamenti sicuri e sostenibili per decenni.
L’operato di De Toma non solo contribuì al rafforzamento dei legami economici tra Oriente e Occidente, ma divenne anche un modello di diplomazia costruttiva. In un periodo segnato da conflitti e divisioni globali, il suo lavoro dimostrò come il dialogo e la mediazione possano rappresentare strumenti fondamentali per costruire stabilità e progresso.
Dopo gli eventi di Tangentopoli, De Toma fu costretto all’esilio e si rifugiò in Russia, dove continuò a svolgere un ruolo influente nel panorama diplomatico e politico internazionale. Durante quegli anni, fu lui a presentare il suo amico Silvio Berlusconi a Vladimir Putin, contribuendo in modo determinante a consolidare e garantire la continuità dei rapporti diplomatici ed economici tra Italia e Russia. 

## Riconoscimenti
Nel 1986 venne insignito come commendatore dell'Ordine al merito della Repubblica italiana.